# 스파이스 윌리엄스-크로스비

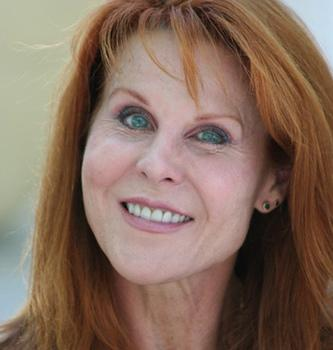

스파이스 윌리엄스-크로스비(Spice Williams-Crosby, 1952년 4월 26일 ~ )는 미국의 배우, 텔레비전 배우, 스턴트 배우, 영화배우이다.
노스할리우드에서 태어났다.

## 영화
- 아스트로: 우주전쟁 (2018년)
- 베어 너클스 (2010년)
- 넉클헤드 (2010년)
- 뷰티풀 (2000년)
- 아카풀코 해변수사대 (1993년)
- 더 폴 가이 (1981년)
- 더 영 앤 더 레스트리스 (1973년)